# Klaus Maier (Tischtennisspieler)
Klaus Maier (* 25. Januar 1938 in Waldshut; † 15. Januar 2017 in Garmisch-Partenkirchen) war ein deutscher Tischtennisspieler und -funktionär. Er nahm an einer Europa- und einer Weltmeisterschaft teil.

## Tischtennisspieler
Maier spielte zunächst im Verein SV St. Blasien und wechselte Mitte der 1950er-Jahre zum SSV Freiburg. Viermal gewann er die Südbadische Meisterschaft im Einzel.
Studienbedingt übersiedelte er 1961 nach Bayern und schloss sich dem TSV Milbertshofen an. Mit dessen Herrenmannschaft qualifizierte er sich 1966 für die neu gegründete Bundesliga. Weitere Stationen waren Post SV Augsburg (1967/68) und SV Weißblau München (1968–1985), mit dem er 1968 in die Bundesliga aufstieg. Bei den Bayerischen Meisterschaften holte er zwei Mal den Titel im Doppel, 1964 mit Matthias Ostermayer und 1966 mit Conny Freundorfer. Zudem wurde er 1966 deutscher Hochschulmeister.
1959 wurde Maier für die Individualwettbewerbe der Weltmeisterschaft nominiert. Hier siegte er im Einzel über William Hodge (Australien) und verlor danach gegen den Franzosen Guy Amouretti. Das Doppel mit Walter Hafner kam gegen Harry O’Prey/Thomas Caffrey (Irland) eine Runde weiter und schied dann gegen Alberto Lo/Antonio Osorio (Portugal) aus.
Auch bei der Europameisterschaft 1962 startete er in den Individualwettbewerben. Dabei gelang ihm weder im Einzel (gegen Karl Wegrath (Österreich)) noch im Doppel mit Otmar Stock (gegen Bert Onnes/Frans Schoofs (Niederlande)) ein Sieg.
In der Saison 1983/84 gewann er mit SV Weißblau München die deutsche Mannschaftsmeisterschaft der Senioren.
Wegen gesundheitlicher Probleme mit dem Hüftgelenk beendete er 1985 seine aktive Laufbahn.

## Tischtennisfunktionär
1988 löste Maier Peter Kuhn als Kassenprüfer im Deutschen Tischtennis-Bund DTTB ab. 1990 übernahm er als Nachfolger von Norbert Wolf das Amt des Vizepräsidenten des DTTB. Dieses hatte er bis 1993 inne, als ihm nach dem Ausscheiden von Hubert Leypoldt der Posten des DTTB-Vizepräsidenten für Finanzen angetragen wurde. 2009 kandidierte Maier nicht mehr für dieses Amt und wurde von seinem Vorgänger Hubert Leypoldt abgelöst.

## Privat
Maier studierte in Freiburg und München Betriebswirtschaft und Jura und verdiente später seinen Lebensunterhalt als Diplomkaufmann und Jurist. Er war verheiratet und hatte zwei Söhne und eine Tochter. Sein Sohn Sven spielte Ende der 1980er-Jahre mit dem TSV Milbertshofen in der 2. Bundesliga.